# Nowy Dwór
Nowy Dwór [pronunciación en polaco: /ˈnɔvɨ dvur/] es un pueblo ubicado en el distrito administrativo de Gmina Nowy Kawęczyn, dentro del condado de Skierniewice, Voivodato de Łódź, en el centro de Polonia. Se encuentra a unos 4 kilómetros al sureste de Nowy Kawęczyn, a 15 kilómetros al sureste de Skierniewice, y a 57 kilómetros al este de la capital regional Łódź.